# Hạng Vũ
Hạng Tịch (chữ Hán: 項籍; 232 TCN - 202 TCN), biểu tự là Vũ (羽), do đó ông được biết đến rộng rãi qua cái tên Hạng Vũ (項羽) hoặc Tây Sở Bá vương (西楚霸王), là một nhà chính trị, một tướng quân nổi tiếng, người có công trong việc lật đổ Nhà Tần và tranh chấp thiên hạ với Hán Cao Tổ (Lưu Bang) đầu thời Nhà Hán.

## Tiểu sử
Hạng Vũ người đất Hạ Tương, là cháu nội đại tướng Hạng Yên nước Sở thời Chiến Quốc, người bị tướng nước Tần là Vương Tiễn giết. Theo Sử ký Tư Mã Thiên, họ Hạng đời đời làm tướng nước Sở, được phong đất ở Hạng cho nên lấy họ là họ Hạng. Có thuyết cho rằng tổ tiên Hạng Vũ vốn mang họ Mị, là hoàng tộc nước Sở. Sau này, khi Sở diệt Lỗ năm 256 TCN, gia đình Hạng Yên lúc này do lập được nhiều công trạng nên được phong đất Hạng- trước kia thuộc nước Lỗ. Gia tộc Hạng Yên theo đó mà lấy Hạng làm họ. Cha Hạng Vũ không rõ tên, một số gia phả ghi chép thì lại có những cái tên khác nhau như Hạng Siêu (項超) hay Hạng Vinh (項榮). Vì cha mất sớm nên ông sống với chú là Hạng Lương, con thứ tư của Hạng Yên.
Lúc còn nhỏ, Hạng Vũ học chữ nhưng học không thành, nên bỏ đi học kiếm thuật, cũng không nên. Hạng Lương nổi giận mắng, Hạng Vũ nói:
Biết chữ chỉ đủ để viết tên họ mà thôi. Kiếm chỉ đánh lại một người, không bõ công học. Nên học cái đánh lại được vạn người!
Hạng Lương bèn dạy cháu binh pháp. Hạng Vũ rất mừng, nhưng ông cũng chỉ học để biết qua ý nghĩa, chứ không chịu học đến nơi đến chốn. Thuở trước, Hạng Lương phạm tội và bị bắt ở Lạc Dương, Lương bèn nhờ quan cai ngục ở đất Kỳ là Tào Cửu viết thư cho Tư Mã Hân làm quan cai ngục ở Lạc Dương, vì thế việc mới thu xếp xong.
Hạng Lương có lần giết người, để tránh báo thù, bèn cùng Hạng Vũ bỏ trốn đến đất Ngô Trung. Các hiền sĩ và đại phu ở đất Ngô Trung đều thua kém Hạng Lương. Những khi Ngô Trung có việc lao dịch hay tang lễ thì Hạng Lương thường đứng ra lo liệu. Lén lút dùng binh pháp để tập hợp tân khách và trai tráng, vì thế biết được khả năng của họ. Còn Hạng Vũ khi lớn lên mình cao hơn tám thước, có sức khỏe nâng được cả cái đỉnh nặng nghìn cân, tài năng, chí khí hơn người. Đời sau có câu "Bạt sơn cử đỉnh" để khen ông và cũng để chỉ những người có sức khỏe phi thường. Các con em ở đất Ngô Trung đều sợ ông.
Khi Tần Thủy Hoàng đi chơi đất Cối Kê, vượt qua Chiết Giang, chú cháu Hạng Lương và Hạng Vũ cùng đi xem. Hạng Vũ trông thấy vua Tần, rồi nói:
Có thể cướp và thay thế hắn!
Hạng Lương nghe nói vội bịt miệng cháu:
Đừng nói bậy! Bị giết cả họ bây giờ!
Tuy mắng cháu nhưng nhân việc này, Hạng Lương coi cháu là kẻ khác thường.

## Khởi nghĩa ở Cối Kê
Tháng bảy, năm thứ nhất đời Tần Nhị Thế (năm 209 TCN), Trần Thắng khởi nghĩa ở Đại Trạch, tự xưng là Trương Sở Vương. Tháng 9 năm ấy, thái thú quận Cối Kê tên là Ân Thông muốn cùng Hạng Lương khởi nghĩa hưởng ứng. Hạng Lương giả cách nhận lời, nhưng muốn tự lập chứ không muốn ở dưới quyền Thông. Vì vậy hôm sau hai chú cháu vào phủ thái thú bàn việc rồi theo ám hiệu của Hạng Lương, Hạng Vũ tuốt kiếm chém đầu thái thú.
Hạng Lương tay cầm đầu Thông, mang ấn và dây buộc ấn của thái thú lên người. Các môn hạ của Thông hoảng hốt, rối loạn. Một mình Hạng Vũ giết chết ngót trăm người, cả phủ đều sợ hãi, cúi đầu không dám chống cự. Hạng Lương liền triệu tập quan lại và hào kiệt đã quen biết từ trước, hiểu dụ duyên cớ khởi nghĩa rồi trưng quân ở Ngô Trung và sai người thu gọi các trai tráng ở các huyện trong phủ, được tám ngàn quân tinh nhuệ. Hạng Lương cất nhắc những hào kiệt ở Ngô Trung làm các chức hiệu úy, hậu, tư mã.
Mọi người đều phục. Hạng Lương tự xưng làm thái thú Cối Kê, Hạng Vũ làm kì tướng, chiêu hàng các huyện trong quận.

## Sát cánh cùng Lưu Bang
Đầu năm 208 TCN Trần Thắng bị tướng Tần là Chương Hàm đánh bại thua trận bỏ chạy rồi chết. Nhưng tin đó vẫn chưa truyền tới phía đông. Một tướng của Trần Thắng là Thiệu Bình đi chiêu hàng đất Quảng Lăng, nhưng chưa hạ được thành. Nghe tin Trần Vương thua chạy, quân Tần sắp đến, Bình liền vượt Trường Giang, giả làm mệnh lệnh của Trần Vương, phong Hạng Lương làm Thượng trụ quốc nước Sở và giục Hạng Lương sang sông Tây tiến đánh Tần.
Hạng Lương bèn đem tám ngàn người, vượt Trường Giang đi về hướng tây. Sau khi thu hàng các tướng khởi nghĩa chống Tần khác là Trần Anh, Anh Bố, Bồ tướng quân, quân của Hạng Lương được tất cả sáu bảy vạn, mạnh lên rất nhiều, đóng ở Hạ Bì.
Hạng Lương mang quân qua sông Hoài, sai Hạng Vũ cầm một cánh quân đi một đường khác đánh Tương Thành. Tương Thành cố sức giữ nên Hạng Vũ không hạ được. Đến khi hạ được thành, Vũ sai chôn sống tất cả dân trong thành rồi trở về báo tin cho Hạng Lương.
Sau khi đánh bại và tiêu diệt một lực lượng chống Tần nhưng không thần phục mình của Tần Gia, Hạng Lương biết tin vua Sở Ẩn Vương Trần Thắng đã chết, bèn theo kế của mưu sĩ Phạm Tăng, bèn lập dòng dõi nước Sở cũ là Hùng Tâm lên ngôi, cũng gọi là Sở Hoài Vương.
Nghe tin Sở Hoài Vương lên ngôi, nhiều tướng chống Tần về theo, trong đó có Lưu Bang. Hạng Lương sai Hạng Vũ cùng Lưu Bang đem binh đi theo đường riêng đến Thành Dương làm cỏ quân dân trong thành. Sau đó hai người tiến quân về hướng tây đánh phá quân Tần ở phía đông thành Bộc Dương. Quân Tần rút vào thành Bộc Dương. Hạng Vũ và Lưu Bang bèn đánh thành Định Đào. Chưa hạ được thành, liền bỏ đi, cướp đất đai ở phía tây cho đến Ung Khâu, đánh quân Tần thua to, chém được con thừa tướng Nhà Tần Lý Tư là Lý Do, rồi quay lại đánh Ngoại Hoàng, nhưng chưa hạ được.
Trong khi Hạng Vũ và Lưu Bang tác chiến ở phía tây thì tại chiến trường phía đông, Hạng Lương kịch chiến với quân chủ lực Tần của Chương Hàm. Sau khi thắng Hàm 2 trận, vây hãm Hàm trong thành Định Đào, Hạng Lương chủ quan khinh địch. Chương Hàm được tiếp viện, nửa đêm đánh úp quân Sở một trận tan tành ở Định Đào. Hạng Lương tử trận.
Khi đó Hạng Vũ và Lưu Bang rời bỏ Ngoại Hoàng đến đánh huyện Trần Lưu, chưa đánh được thì nghe tin Hạng Lương tử trận. Hạng Vũ bàn với Lưu Bang rút quân về phía đông để lấy lại nhuệ khí, hợp với quân của một tướng cũ của Trần Thắng là Lã Thần, về cố thủ ở Bành Thành thuộc nước Sở.

## Đại chiến Cự Lộc

### Nhận giao ước
Sau khi đã đánh bại quân của Hạng Lương, Chương Hàm cho rằng quân của nước Sở không đáng lo, nên vựơt Hoàng Hà qua đánh nước Triệu, phá tan quân Triệu. Vua Triệu là Yết cùng tướng quốc Trương Nhĩ bị hãm trong thành Cự Lộc. Chương Hàm sai [Vương Ly; 王離] (cháu nội Vương Tiễn), Thiệp Nhàn vây Cự Lộc. Chương Hàm đóng quân ở phía nam thành này, xây một con đường ống để chuyên chở thóc tiếp tế cho Ly. Tướng Triệu Trần Dư đem vài vạn quân đóng ở phía bắc thành Cự Lộc, cùng mấy cánh quân chư hầu đến cứu nước Triệu nhưng không dám đụng độ với quân Tần.
Nghe tin quân Sở đã bị thua to ở Định Đào, Sở Hoài Vương lo sợ, từ Vu Thai đến Bành Thành, dồn cả quân của Hạng Vũ, Lã Thần làm một và thân hành cầm quân. Theo ý kiến của nhà nghiên cứu Giản Chi và Nguyễn Hiến Lê, việc Hoài Vương lấy quân của Hạng Vũ và Lã Thần, lại không lấy quân của Lưu Bang chứng tỏ vua Sở đã có ý nghi ngại Hạng Vũ.
Quân Sở về hội ở Bành Thành, nước Triệu sai sứ đến cầu cứu khẩn cấp. Sở Hoài Vương bèn phát lệnh đánh Tần, ra giao ước với các đạo quân trong chư hầu rằng:
Ai tiến vào Quan Trung trước thì được làm vua Quan Trung.
Theo lời các lão thần, Sở Hoài Vương phong Lưu Bang làm Bái công, cử cầm quân theo đường chính diện phía tây để tiến vào Quan Trung; còn với cánh quân của Hạng Vũ, vua Sở sai đi lên phía bắc cứu nước Triệu. Để kìm chế Hạng Vũ, Hoài Vương còn cử Tống Nghĩa làm thượng tướng quân của cánh quân cứu Triệu này, còn Hạng Vũ chỉ được làm thứ tướng, phong làm Lỗ Công, cùng mưu thần Phạm Tăng làm mạt tướng đi đánh cánh quân chủ lực của Tần do Chương Hàm chỉ huy.
Theo các nhà nghiên cứu, việc phân công nhiệm vụ của vua Sở có phần ưu ái cho Lưu Bang để tạo điều kiện cho Lưu Bang vào Quan Trung trước, do đó đã dẫn tới sự bất mãn của Hạng Vũ với Sở Hoài Vương sau này.

### Chém Tống Nghĩa
Các biệt tướng đều ở dưới quyền Tống Nghĩa đi đến An Dương, ở lại 46 ngày không tiến quân, mà sứ giả nước Triệu liên tục tới cáo cấp. Hạng Vũ sốt ruột muốn tiến quân, nhưng Tống Nghĩa không nghe theo. Nghĩa nói với Hạng Vũ:
Phàm con mòng đốt trâu thì không thể nào giết được rận chấy. Nay Tần đánh Triệu, nếu Tần đánh thắng thì quân mệt mỏi, ta lợi dụng lúc nó kiệt quệ mà đánh, nếu Tần không thắng thì ta hợp quân kéo về hướng tây, chắc chắn cướp lấy được nước Tần. Vì vậy, không gì bằng trước tiên để cho Tần và Triệu đánh nhau. Mang áo giáp dày, cầm binh khí sắc thì Nghĩa này không bằng ông, nhưng ngồi để trù tính sách lược thì ông không bằng Nghĩa.
Có ý kiến cho rằng Tống Nghĩa chủ trương đợi cho quân Tần và Triệu đánh nhau cho cùng hao tổn và mệt mỏi mới tới cứu để tốn ít sức mà lập công; lại có ý kiến cho rằng Nghĩa cũng toan tính như Lưu Bang, không dám đụng độ với đạo quân lớn của Chương Hàm mà muốn tránh đạo quân này để tìm cơ hội vào Quan Trung trước.
Và để răn đe ý định tiến quân của Hạng Vũ, Tống Nghĩa bèn ra lệnh trong quân:
Ai mạnh như hổ, bướng như dê, tham như sói, cứng đầu không thể sai khiến được, đều chém tuốt!
Nghĩa lại sai con là Tống Tương sang làm tướng nước Tề thân hành tiễn con đến đất Vô Diệm, uống rượu hội họp linh đình. Trời lạnh, mưa to, quân sĩ đều đói rét.
Hạng Vũ bèn quyết định giết Tống Nghĩa để ra quân. Buổi sáng hôm sau, Hạng Vũ lấy cớ vào hầu thượng tướng quân Tống Nghĩa rồi bước vào trướng chặt đầu Nghĩa và ra lệnh trong quân:
Tống Nghĩa mưu với Tề để phản lại nước Sở. Sở Vương ra lệnh cho Vũ giết hắn!
Bấy giờ các tướng đều sợ hãi cúi đầu xin theo. Họ bàn nhau lập Vũ làm quyền thượng tướng quân, sai người đuổi theo giết chết Tống Tương.
Hạng Vũ sai Hoàn Sở báo với Hoài Vương. Hoài Vương nhân đó phong Vũ làm thượng tướng quân, Anh Bố và Bồ tướng quân đều ở dưới quyền Hạng Vũ.

### Đại phá Vương Ly
Sau khi giết Tống Nghĩa, uy thế của Hạng Vũ vang dội ở nước Sở, nổi tiếng khắp các chư hầu. Ông sai hai mãnh tướng là Anh Bố và Bồ tướng quân cầm hai vạn quân vượt sông Hoàng Hà đến cứu Cự Lộc. Vì chiến sự còn ít thắng lợi, nên Trần Dư lại xin quân tiếp viện, Hạng Vũ liền đem tất cả đại quân vượt Hoàng Hà, bắt quân lính phải dìm đắm thuyền, đập vỡ nồi nấu cơm, đốt lều trại, chỉ mang lương thực trong ba ngày để tỏ rõ sĩ tốt quyết tâm liều chết, không chịu quay về.
Hạng Vũ cầm quân tiến tới đến vây Vương Ly, đánh quân Tần 9 trận thắng cả 9, cắt đứt con đường ống. Kết quả ông phá tan quần Tần, giết Tô Giác, bắt sống Vương Ly; Thiệp Nhàn không đầu hàng Sở, tự thiêu mình mà chết.
Bấy giờ thanh thế quân của Sở át cả quân các nước chư hầu. Quân của chư hầu đến cứu Cự Lộc đóng ở gần đó hơn 10 doanh trại, nhưng không ai dám đem quân ra đánh. Đến khi Sở đánh Tần, các tướng đều đứng trên tường mà nhìn. Các chiến sĩ nước Sở ai cũng đủ sức một người chống lại mười người, tiếng reo hò của quân Sở vang trời, quân chư hầu không ai không run sợ. Do đó, sau khi đã đánh tan quân Tần, Hạng Vũ triệu tập tướng các nước chư hầu đến, khi vào cửa viên môn, mọi người đều quỳ gối xuống mà đi tới, không ai dám ngẩng lên nhìn. Vì vậy, Hạng Vũ bắt đầu làm thượng tướng quân của chư hầu, chư hầu đều ở dưới quyền ông.

## Tiến vào Quan Trung

### Thu hàng Chương Hàm
Chương Hàm đóng quân ở Cức Nguyên, Hạng Vũ đóng quân ở phía nam sông Chương. Hai bên cứ giữ thế nhau chưa giao chiến. Quân Tần sợ uy thế quân Sở, nhiều lần rút lui. Tần Nhị Thế sai người đến trách Chương Hàm.
Hàm sợ, sai Tư Mã Hân đi yết kiến vua Tần để tâu xin định đoạt. Hân đến Hàm Dương đợi ở cửa tư mã ba ngày, quyền thần Triệu Cao không cho yết kiến, vì muốn giấu tin bại trận và hại Chương Hàm. Trưởng sử Hân sợ hãi chạy về quân mình, nhưng không dám đi theo con đường lần trước, về đến doanh trại báo lại tình hình trong triều và khuyên Hàm hàng Sở.
Tướng Triệu là Trần Dư cũng đưa thư cho Chương Hàm khuyên nên hàng Hạng Vũ. Chương Hàm còn do dự vì sợ trước đây mình đã giết Hạng Lương là chú Hạng Vũ nên Hạng Vũ sẽ không dung tha, bí mật sai sứ đến chỗ Hạng Vũ, muốn cùng giao ước. Để uy hiếp tinh thần Chương Hàm, nhân khi giao ước chưa xong, Hạng Vũ sai Bồ tướng quân ngày đêm đem quân vượt bến Tam Hộ đóng quân ở phía nam sông Chương, đánh nhau với quân Tần, lại đánh tan quân Tần lần thứ hai. Sau đó Hạng Vũ đem tất cả quân đánh quân Tần trên sông Vu Thủy, phá tan tành.
Theo Sử ký, trước đây Sở Nam Công từng nói: "Sở tuy tam hộ, vong Tần tất Sở dã", nghĩa là: Nước Sở tuy chỉ còn 3 hộ nhưng diệt Tần tất là Sở. Có người cho rằng trận đánh ở bến Tam Hộ này của Hạng Vũ chính là ứng vào điềm Tần sẽ mất về tay Sở.
Chương Hàm thua trận sợ cuống cuồng, sai người yết kiến Hạng Vũ, muốn giao ước đầu hàng. Lúc đó Hạng Vũ mới đồng ý cho Chương Hàm yết kiến.
Hạng Vũ bèn hẹn với Hàm gặp nhau ở Ân Khư phía nam sông Hoàn Thủy. Sau khi ăn thề, Chương Hàm nhìn thấy Hạng Vũ, chảy nước mắt ròng ròng, kể lại việc Triệu Cao. Hạng Vũ bèn lập Chương làm Ung Vương, giữ lại ở trong quân đội của Sở, cho trưởng sử Hân làm thượng tướng quân, cầm quân Tần để đi tiên phong đánh Tần.

### Chôn sống hàng binh
Quân của Hạng Vũ đến Tân An, tướng sĩ các nước chư hầu xưa kia làm xâu hay đi thú ở trong đất Tần đều bị tướng sĩ của Tần đối đãi không ra gì. Đến khi quân Tần đầu hàng chư hầu, tướng sĩ của chư hầu lợi dụng lúc thắng thế, đối đãi với họ như là nô lệ, tù binh, tha hồ làm nhục tướng sĩ Nhà Tần. Tướng sĩ Nhà Tần nhiều người nói trộm với nhau:
Bọn Chương tướng quân lừa chúng ta đầu hàng chư hầu, nên bây giờ họ có thể vào cửa quan đánh nước Tần. Nếu may mà đánh được Nhà Tần thì tốt lắm, nếu không thì chư hầu sẽ bắt chúng mình đem về đông, còn Tần thì thế nào cũng giết hết cha mẹ, vợ con ta.
Các tướng nghe mang máng việc họ bàn, đem báo lại với Hạng Vũ. Hạng Vũ liền gọi Anh Bố và Bồ tướng quân bàn rằng:
Tướng sĩ của Tần vẫn còn đông, bụng chúng không phục ta, đến Quan Trung mà chúng không theo ta thì việc lớn sẽ nguy; chi bằng giết chúng đi, chỉ giữ lại Chương Hàm, trưởng sử Hân, đô úy Ế để cùng vào đất Tần mà thôi.
Việc Hạng Vũ giết hàng vạn tù binh Tần không được sử sách Trung Quốc chép lại cụ thể. Giai thoại kể rằng Hạng Vũ đã bí mật lên kế hoạch giết hết tù binh, bằng cách bắt họ đào một cái hố lớn.
Ở phía Tây của thành Tân An lúc bấy giờ vừa vặn có một đồng cỏ ngoại ô rất lớn. Hạng Vũ liền ra lệnh cho 20 vạn tù binh đào hố sâu, để rồi chính họ bị chôn sống trong hố sâu đó mà không có cách nào thoát ra được.
Những người cố gắng tìm cách chạy thoát đều bị chém chết và ném xác vào chính hố sâu do họ đào ra.
Ngày nay, mồ chôn tập thể của quân Tần vẫn thường được nhắc đến gần xã Nghĩa Mã, tỉnh Hà Nam, Trung Quốc. Khu vực này bốn hướng đều có đồng cỏ bằng phẳng giống như sử sách chép lại.
Đây là sự kiện được xem là một trong những vụ thảm sát lớn nhất trong lịch sử cổ đại Trung Quốc và được ví với việc chôn sống 40 vạn quân Triệu đầu hàng của tướng Tần là Bạch Khởi trong trận Trường Bình thời Chiến Quốc.

### Được gian tế, bị gian tế
Trong khi Hạng Vũ kịch chiến với Chương Hàm thì Lưu Bang theo đường thẳng tiến về phía tây, không đụng độ với cánh quân nào đáng kể của Tần, vì thế đã tiến vào Quan Trung trước. Vua Tần là Tử Anh ra hàng.
Hạng Vũ có 40 vạn quân, từ Tân An đi, muốn đánh chiếm đất Quan Trung nhưng cửa Hàm Cốc có binh giữ cửa ải không vào được. Nghe tin Lưu Bang đã vào Hàm Dương trước, Hạng Vũ nổi giận, sai Anh Bố đánh cửa ải. Quân Lưu Bang không chống nổi phải rút lui. Hạng Vũ bèn vào đến phía tây sông Hí Thủy.
Lưu Bang có 10 vạn quân đóng quân ở Bá Thượng, Quan tả tư mã của Bang là Tào Vô Thượng sai người đến nói với Hạng Vũ:
Bái Công muốn làm vua ở Quan Trung, cho Tử Anh làm tướng quốc, lấy hết của cải châu báu.
Hạng Vũ nổi giận, truyền lệnh cho quân sĩ ngày hôm sau ăn no để đánh quân Lưu Bang. Hạng Bá là chú của Hạng Vũ, vốn quen thân với mưu sĩ của Lưu Bang là Trương Lương, thương bạn bị giết khi chiến sự xảy ra, bèn đến mật báo cho Trương Lương biết để trả ơn và khuyên nên tránh đi. Không ngờ Lương báo luôn cho Lưu Bang biết, rồi dắt Bá vào gặp Bang. Bang biết Bá là người nhân từ, bèn làm bộ khiêm tốn tiếp đãi và nhờ nói hộ với Hạng Vũ rằng mình không có ý tranh giành với Hạng Vũ.
Hạng Bá trở về nói lại với Hạng Vũ, Vũ nghe theo.

## Phân phong chư hầu

### Đốt cung Tần
Sau đó Hạng Vũ và Lưu Bang gặp nhau tại Yến Hồng Môn. Mưu thần Phạm Tăng mấy lần tìm cách sát hại Lưu Bang trên bàn tiệc nhưng Hạng Vũ do dự không quyết đoán vì thấy thái độ của Lưu Bang quá khép nép. Ông tin rằng Lưu Bang thực lòng nhường lại Quan Trung và không dám chống lại ông, kết quả để Bang trở về Bá Thượng.
Mấy ngày sau, Hạng Vũ đem binh về hướng tây làm cỏ thành Hàm Dương, giết vua Tần đã đầu hàng là Tử Anh, đốt cung thất Nhà Tần, lửa cháy liền ba tháng không tắt. Ông thu của cải châu báu, phụ nữ muốn đem về nước Sở. Hầu Sinh khuyên ông:
Đất Quan Trung bốn phía có núi sông che chở, đất đai phì nhiêu, có thể đóng đô ở đấy để xây dựng nghiệp bá.
Hạng Vũ thấy cung thất Nhà Tần đều bị đốt phá lòng chạnh nhớ quê, muốn về miền đông, liền nói:
Được phú quý mà không về làng cũ thì cũng như mặc áo gấm đi đêm, còn ai biết gì?
Sau đó Hạng Vũ sai người xin mệnh lệnh của Sở Hoài Vương, Hoài Vương nói rằng:
Cứ theo như lời ước cũ
Hạng Vương bèn tôn Hoài Vương lên làm Nghĩa Đế và tự mình phân phong cho các chư hầu.

### Phong chư hầu
Hạng Vũ phân phong chư hầu như sau:
- Chương Hàm làm Ung Vương, cai trị từ Hàm Dương sang phía tây, đóng đô ở Phế Khâu.
- Trưởng sử Tư Mã Hân xưa làm quan coi ngục ở Lịch Dương vốn có ơn với Hạng Lương; nên Tư Mã Hân được lập làm Tắc Vương, cai trị từ phía đông Hàm Dương cho đến sông Hoàng Hà, đóng đô ở Lịch Dương.
- Đô úy Đổng Ế trước đã khuyên Chương Hàm đầu hàng nước Sở, cho nên Đổng Ế được làm Địch Vương, cai trị đất Thượng Quận, đóng đô ở Cáo Nô
- Đổi Ngụy Vương là Báo làm Tây Ngụy Vương, cai trị đất Hà Đông, đóng đô ở Bình Dương.
- Thân Dương ở Hà Khâu là thủ hạ tin cậy của Trương Nhĩ, đã lấy được quận Hà Nam, và đóng quân Sở trên Hoàng Hà, cho nên được lập làm Hà Nam Vương, đóng đô ở Lạc Dương.
- Hàn Vương tên là Thành vẫn ở đất cũ, đóng đô ở Dương Định.
- Tướng nước Triệu là Tư Mã Ngang đã lấy được Hà Nội và đã có nhiều lần lập công, cho nên được lập làm Ân vương, cai trị đất Hà Nội, đóng đô ở Triều Ca.
- Đổi Triệu Vương Yết làm Đại Vương.
- Thừa tướng nước Triệu là Trương Nhĩ theo Hạng Vũ vào Quan Trung cho nên được lập làm Thường Sơn Vương cai trị đất Triệu đóng đô ở Tương Quốc.
- Đương Dương quân Anh Bố làm tướng nước Sở, thường lập công đầu trong quân đội, cho nên được lập làm Cửu giang Vương, đóng đô ở Lục
- Ngô Nhuế làm lệnh ở Bà Dương, thường đốc suất Bách Việt để giúp chư hầu, lại theo Hạng Vũ vào Quan Trung cho nên được lập làm Hành Sơn Vương, đóng đô ở đất Trâu.
- Cung Ngao làm trụ quốc nước Sở được phong làm Lâm Giang Vương, đóng đô ở Giang Lăng.
- Đổi Yên Vương Hàn Quảng làm Liêu Đông Vương.
- Tướng nước Yên là Tang Đồ đã theo Sở cứu Triệu, sau đó lại theo Hạng Vũ vào Quan Trung cho nên được lập làm Yên vương, đóng đô ở đất Kế.
- Đổi Tề vương là Điền Thị làm Giao Đông vương.
- Tướng nước Tề là Điền Đô đã cùng Hạng Vũ cứu Triệu sau đó lại theo Hạng Vương vào Quan Trung cho nên được lập làm Tề Vương, đóng đô ở Lâm Tri.
- Điền An là cháu của Tề Vương Kiến trước kia (thời Chiến Quốc). Khi Hạng Vũ vượt qua sông cứu Triệu, Điền An đã lấy lại được mấy thành ở Tế Bắc rồi đem binh đầu hàng Hạng Vũ, cho nên được lập làm Tế Bắc Vương, đóng đô ở Bắc Dương.
- Đất Ba và đất Thục cũng là đất Quan Trung, nên lập Lưu Bang làm Hán Vương cai trị đất Ba, đất Thục và đất Hán Trung đóng đô ở Nam Trịnh.
- Hạng Vương tự lập làm Tây Sở Bá Vương, cai trị chín quận, đóng đô ở Bành Thành.

Điền Vinh đã mấy lần không nghe theo Hạng Vương lại không chịu đem binh theo Sở đánh Tần cho nên không được phong đất. Thành An quân Trần Dư bỏ tướng ấn mà đi, không theo Hạng Vũ vào Quan Trung, nhưng nghe nói ông là người hiền, có công với nước Triệu, lại nghe tin ông ta lúc bấy giờ ở Nam Bì cho nên phong cho ba huyện ở xung quanh đấy. Tướng của Phiên Quân là Mai Quyên lập được nhiều công, cho nên được phong thập vạn hộ hầu.
Trong nước Sở, Hạng Vũ oán Sở Hoài Vương nên tôn lên làm Nghĩa đế (hoàng đế trên danh nghĩa) và gần như là đày ải vua này sống lưu đày tới một nơi xa xôi, rồi sai người giết đi. Trong cuộc phân phong, Hạng Vũ đã giành lấy mọi thứ tốt nhất cho mình và những người đi theo. Hơn thế nữa, nhiều vị tướng, những người nghĩ rằng họ có thể trở thành Vương của một nước nào đó nhưng Hạng Vũ đã không để ý đến họ nên bất mãn với Hạng Vũ.

## Sở - Hán tương tranh

### Sự chống đối của chư hầu phía đông
Điền Vinh làm phụ chính cho Điền Thị nghe tin Hạng Vũ đã đổi vua Tề là Thị đi Giao Đông, và lập tướng nước Tề là Điền Đô làm Tề Vương, liền nổi giận, không cho Tề Vương Thị đi Giao Đông, rồi giữ lấy nước Tề và đón đánh Điền Đô. Điền Đô bỏ chạy sang Sở, Tề Vương là Thị, sợ Hạng Vương nên bỏ trốn về nước mình là Giao Đông. Điền Vinh tức giận, đuổi theo, giết Tề Vương ở Tức Mặc, Vinh bèn tự lập làm Tề Vương, đem quân về hướng tây, giết vua Tề Bắc là Điền An, làm vua cả Tam Tề.
Vinh giao ấn tướng quân cho tướng ở Lương là Bành Việt, ra lệnh chống Sở. Trần Dư ngầm sai thủ hạ đến mượn quân Điền Vinh đánh Trương Nhĩ ở Triệu. Tề Vương bằng lòng, bèn sai quân đi đến Triệu. Trần Dư đem tất cả quân của ba huyện cùng hợp sức với Tề Vương đánh Thường Sơn, phá tan quân của Thường Sơn vương. Trương Nhĩ bỏ chạy theo hàng Hán. Trần Dư đón Yết, trước đấy bị cải phong làm Đại Vương, đưa về làm Triệu Vương. Yết bèn lập Trần Dư làm vương đất Đại. Dư ở lại Triệu giúp Yết.
Chỉ có Tang Đồ theo Hạng Vũ là người duy nhất thắng thế. Tang Đồ về nước Yên, muốn đuổi Hàn Quảng đi Liêu Đông, nhưng Quảng không nghe, Tang Đồ giết Quảng ở Vô Chung và lấy luôn đất của Quảng để làm vương.
Hàn Vương là Thành không có quân công, Hạng Vương không cho về nước, đưa về Bành Thành và giáng chức làm hầu, sau đó Hạng Vương lại sai người giết đi.

### Mất Tam Tần
Trong khi các chư hầu phía đông nổi dậy chống Sở thì Lưu Bang cũng ra sức chuẩn bị đông tiến.
Để che mắt các nước Tam Tần, Lưu Bang cho đốt đường sạn đạo (con đường nối vùng đất phong của mình với Tần) khiến các nước này không chú ý tới mình. Theo tiến cử của Tiêu Hà và Hạ Hầu Anh, Lưu Bang đưa Hàn Tín, một hàng tướng bất mãn bên Sở sang, làm đại tướng.
Hàn Tín làm đại tướng, giả cách sai người đi sửa đường sạn đạo, vốn mất rất nhiều công sức thời gian, khiến Tam Tần yên trí rằng quân Hán còn lâu mới ra được cửa ải. Nhưng thực ra Hàn Tín dẫn đại quân đi theo đường Trần Thương đánh úp nước Ung. Chương Hàm trở tay không kịp, phải rút về cố thủ ở Phế Khâu. Các nước Địch, Tắc cũng bị đánh bất ngờ, Tư Mã Hân và Đổng Ế đầu hàng.

### Sa lầy ở nước Tề, mất đất phía tây
Sau khi giết Hàn Vương Thành, Hạng Vũ phong người của mình là Trịnh Xương làm Hàn Vương. Hán Vương sai Trương Lương đi đưa thư cho Hạng Vương, nói:
"Hán Vương không được đối xử như lời giao ước cho nên muốn lấy Quan Trung, nay được như lời giao ước cũ thì thôi, không dám đem quân sang hướng đông nữa".
Lại nghe tin Điền Vinh đánh các chư hầu do mình phong ở Tề, Hạng Vũ lại nghe theo lời đánh lạc hướng của Trương Lương, mang đại quân lên phía bắc đánh Tề mà không chú ý đến Lưu Bang đang lấn tới ở phía tây.
Lưu Bang, Hàn Tín rảnh tay mang quân sang đông, lần lượt đánh và thu hàng một loạt các chư hầu mà không gặp phải sự phản kháng lớn nào của phía Sở: Hàn (Trịnh Xương), Ân (Tư Mã Ngang), Ngụy (Ngụy Báo), Hà Nam (Thân Dương) và Triệu (Triệu Yết).
Lưu Bang được tin Sở Nghĩa Đế bị Hạng Vũ giết, lại lấy cớ để tang Nghĩa Đế để đánh Sở, tập trung các chư hầu được 56 vạn quân, rầm rộ tiến vào kinh đô Tây Sở là Bành Thành. Theo sự tiến cử của Trương Lương, Lưu Bang lập người con cháu nước Hàn khác là Hàn Tín làm Hàn Vương.
Năm 205 TCN, Hạng Vương đem quân về hướng bắc, đến Thành Dương, Điền Vinh cũng đem binh đến giao chiến. Điền Vinh đánh không lại, chạy đến Bình nguyên. Dân Bình Nguyên giết Điền Vinh. Hạng Vũ bèn đem quân đi theo phía bắc, san phẳng và đốt thành quách nhà cửa của nước Tề, chôn sống tất cả quân lính của Điền Vinh đầu hàng, tàn sát rất nhiều. Người Tề hợp nhau lại làm phản. Vì vậy, em của Điền Vinh là Điền Hoành thu thập được mấy vạn lính Tề đã đi trốn từ trước, nổi dậy ở Thành Dương, lập con Vinh là Quảng lên ngôi Tề Vương. Hạng Vương vì vậy phải dừng lại, đánh mấy trận, nhưng không hạ được.

### Đại phá Lưu Bang ở Bành Thành
Hạng Vương nghe tin quân Hán vào Bành Thành, bèn sai các tướng đánh nước Tề, còn mình thì đem ba vạn tinh binh đi về hướng nam do đất Lỗ qua thành Hồ Lăng.
Tháng tư năm 205 TCN, quân Hán đều đã vào Bành Thành, thu của cải châu báu, gái đẹp, ngày nào cũng đặt tiệc rượu hội họp linh đình. Hạng Vương bèn đem quân về hướng tây, sáng sớm đi qua Tiêu huyện, đánh quân Hán, rồi kéo về hướng đông đến Bành Thành.
Giữa trưa, Hạng Vũ phá tan quân Hán; quân Hán đều bỏ chạy, xô nhau nhảy xuống sông Cốc và sông Tứ. Hạng Vương giết hơn mười vạn quân Hán, quân Hán đều bỏ chạy sang hướng nam về phía núi. Quân Sở lại truy kích đến phía đông Linh Bích trên sông Tuy Thủy. Quân Hán rút lui bị quân Sở đánh ráo riết, giết rất nhiều. Hơn mười vạn quân Hán đều nhảy xuống sông Tuy Thủy. Theo Sử ký: nước sông vì vậy không chảy được.
Lưu Bang bị quân Sở vây chặt, nhờ may mắn trời nổi gió lốc làm rối loạn quân Sở nên chạy thoát cùng hai con nhỏ. Nhưng cha và vợ Hán Vương (Lữ Trĩ) bị quân Sở bắt.

### Tây tiến thất bại
Sau khi quân Sở đại thắng ở Bành Thành, các chư hầu còn sống đều bỏ Hán theo Sở. Tư Mã Hân, Đổng Ế, Ngụy Báo lần lượt về theo Hạng Vũ. Trần Dư phát hiện Trương Nhĩ còn sống, biết mình bị lừa cũng xui vua Triệu theo Sở. Điền Hoành, Điền Quảng nước Tề thấy quân Hán thua to cũng xin bãi binh giảng hòa với nước Sở. Thế bên Sở lại mạnh lên.
Nhưng nội bộ bên Sở vẫn không yên. Trần Bình sợ tội Hạng Vương hỏi về chuyện Ân Vương Tư Mã Ngang làm phản mà Bình có trách nhiệm nên theo hàng Hán. Cửu Giang Vương Anh Bố vốn được Hạng Vũ ra lệnh phối hợp đánh Hán cứu Bành Thành nhưng Bố cáo bệnh không đi, bị Hạng Vũ trách. Lưu Bang bèn sai người đến dụ Bố về Hán. Bố bèn mang đất Cửu Giang theo Hán. Hạng Vũ sai Long Thư mang quân tiến vào Cửu Giang, đánh bại Bố. Bố bỏ chạy về phía Tây theo Lưu Bang. Hạng Vũ phong Chu Ân trấn thủ đất của Anh Bố.
Hạng Vũ nhân đà thắng lợi ở Bành Thành mang quân đánh Lưu Bang. Bang được tiếp viện quân và lương của Tiêu Hà (huy động cả thanh thiếu niên tòng quân để có vài chục vạn người) từ Quan Trung ra, tập hợp lực lượng ở Huỳnh Dương, thanh thế lại mạnh. Hán Vương dùng Hàn Tín làm chỉ huy, đón đánh bại quân Sở ở giữa đất Kinh và đất Sách.
Sau đó Hán Vương lại dùng kế dẫn nước vào thành Phế Khâu, làm ngập thành. Ung Vương Chương Hàm cố thủ lâu ngày, không chống được, bèn tự sát. Tam Tần hoàn toàn thuộc về Hán.

### Mắc lừa mất Phạm Tăng
Ngụy Báo mang nước Ngụy theo Sở phản Hán. Hán Vương sai Hàn Tín mang quân đi đánh diệt Nguỵ, bắt Nguỵ Báo giải về Huỳnh Dương. Sau đó Hàn Tín liên tục thắng trận, đánh bại quân Đại và quân Triệu, chém được tướng Triệu Trần Dư và bắt vua Triệu là Yết. Hạng Vương nghe tin Triệu mất, mấy lần sai kỳ binh vượt qua sông Hoàng Hà đánh giành lại Triệu. Trương Nhĩ và Hàn Tín đi đi lại lại vừa chống quân Sở, vừa bình định nốt các thành ấp ở Triệu và điều binh đến giúp Hán Vương.
Hạng Vũ lúc này mới chú trọng vào việc diệt Lưu Bang. Ông dồn đại quân vào vây đánh Lưu Bang ở Huỳnh Dương. Hán Vương xây đường ống ra đến Hoàng Hà để lấy thóc ở Ngao Thương, chống nhau với Hạng Vương hơn một năm. Hạng Vương mấy lần đưa quân cướp đường ống của Hán, quân Hán thiếu lương thực. Hạng Vũ vây quân Hán. Hán Vương xin giảng hòa và cắt đất từ Huỳnh Dương đến phía tây cho Sở, nhưng Hạng Vương không nghe.
Lưu Bang bèn dùng kế của Trần Bình, cho Trần Bình bốn vạn cân vàng để ly gián vua tôi Sở. Sứ giả nước Sở mắc mưu Trần Bình nên đưa tin sai cho Hạng Vũ. Do đó, Hạng Vũ nghi ngờ quân sư Phạm Tăng, người được Hạng Vũ tôn là Á phụ. Phạm Tăng khuyên Hạng Vũ lấy Huỳnh Dương nhưng khi thấy mình bị ngờ vực bèn nổi giận, cáo bệnh, xin về hưu. Khi chưa về đến Bành Thành thì Phạm Tăng chết, Hạng Vương tổn thất một mưu tướng giỏi.

### Hạ thành Huỳnh Dương, truy kích Thành Cao
Quân Hán bị cắt đứt đường lương thực, rất nguy cấp, Lưu Bang sai Kỷ Tín đóng giả mình, ngồi xe vàng giả cách ra đầu hàng để lừa quân Sở. Quân Sở cùng nhau chạy đến phía đông thành để xem vua Hán. Nhờ vậy, Lưu Bang thoát ra cửa tây với vài chục quân kỵ và bỏ trốn, nhưng vẫn để Chu Hà, Ngụy Báo, Hàn Vương Tín và Tung Công ở giữ Huỳnh Dương. Các tướng và binh sĩ không đi theo được đều ở lại trong thành. Chu Hà và Tung Công giết Ngụy Báo vì Báo từng phản Hán. Lưu Bang chạy thoát, gặp được Anh Bố, cùng vào Thành Cao.
Lúc đó, tướng cầm quân ở Lương là Bành Việt đã theo Hán, vượt qua sông Tuy Thủy đánh tan quân Sở, lấy Hạ Bì. Hạng Vũ đang muốn truy kích Lưu Bang lại phải đem binh về hướng đông đánh Bành Việt. Sau khi đánh quân Bành Việt thua chạy, Hạng Vũ lại đem binh về hướng tây phá được thành Huỳnh Dương, bắt sống cả Chu Hà, Tung Công và Hàn Vương Tín. Chu Hà và Tung Công không chịu hàng nên bị giết, Hàn Vương Tín bị giam.
Hạng Vương lại kéo tới bao vây Thành Cao rất gấp. Tháng 6 năm 204 TCN, Lưu Bang không chống nổi, bỏ thành vượt vòng vây ra khỏi Thành Cao, vượt qua sông Hoàng Hà, chỉ có một mình Hạ Hầu Anh cùng đi, tới địa phận do Trương Nhĩ và Hàn Tín cai quản.

### Lưỡng đầu thọ địch
Lưu Bang đến thành Tu Vũ, phải dùng thủ đoạn đoạt lấy quân của Hàn Tín, rồi liền ra lệnh cho Trương Nhĩ giữ lấy đất Triệu, phong Hàn Tín làm tướng quốc, thu gom quân ở Triệu đi đánh Tề.
Hàn Tín đánh úp nước Tề, vua Tề là Điền Quảng thua chạy, cầu cứu Hạng Vương. Ông sai Long Thư làm tướng, đem 20 vạn quân đến cứu Tề. Điền Quảng cùng Long Thư hợp quân để đánh nhau với Tín. Hàn Tín dùng mưu phá tan quân Sở trên sông Tuy Thủy, giết chết Long Thư. Tề Vương Quảng chạy trốn. Hàn Tín liền mang quân đuổi theo đến đất Thành Dương, bắt sống tất cả lính Sở.
Sau khi đã nắm được quân của Hàn Tín, uy thế Hán Vương lại mạnh. Lưu Bang đắp thành cao, đào hào cho sâu cố thủ không đánh nhau với quân Sở, rồi sai Lư Quán và Lưu Giả đem 2 vạn quân và vài trăm quân kỵ vượt bến Bạch Mã, vào đất Sở cùng với Bành Việt đánh phá quân Sở phía tây đất Yên, đất Quách, rồi lấy lại hơn mười thành đất Lương.
Lúc bấy giờ Bành Việt cầm quân ở đất Lương, qua lại quấy rối hậu phương của Hạng Vũ, cắt đứt đường lương thực của quân Sở. Năm 203 TCN, Hạng Vũ giao cho Tào Cữu, Tư Mã Hân và Đổng Ế giữ Thành Cao, dặn chỉ cần cố thủ trong 15 ngày không giao chiến với quân Hán để mình đi đánh Bành Việt ở đất Lương.
Hạng Vũ bèn lên đường đánh các thành Trần Lưu, Ngoại Hoàng đều lấy được. Quân Hán khiêu chiến mắng nhiếc 6 ngày, Tào Cữu nổi giận cho binh vượt sông Tự Thủy, quân sĩ ra sông liền bị quân Hán đánh úp thua to. Tào Cữu, Tư Mã Hân và Đổng Ế đều tự đâm cổ chết trên sông Tự Thủy.
Hạng Vũ đánh Lương đến Tuy Dương, nghe tin quân Tào Cữu bị thua, bèn đem quân trở về, giải vây được cho tướng Chung Ly Muội ở phía đông Huỳnh Dương. Nghe tin Hàn Tín đánh tan viện binh của Long Thư cứu Tề, Hạng Vương lo lắng sai Vũ Thiệp đến làm thuyết khách khuyên Tín phản Hán nhưng Tín không nghe.

### Hòa ước Hồng Câu
Hạng Vũ và Lưu Bang tiếp tục cầm cự chưa phân thắng bại. Hai bên gặp nhau ở Quảng Vũ nói chuyện. Hạng Vũ muốn một mình khiêu chiến với Hán Vương. Hán Vương kể 10 tội Hạng Vũ, Hạng Vũ tức giận bắn trúng Lưu Bang. Bang bị thương vào bụng nhưng giả cách chỉ bị thương ở ngón chân để yên lòng quân sĩ.
Hán vương cố đi ra trước hàng quân bệnh càng nặng thêm, chạy vào Thành Cao. Khi khỏi bệnh lại trở về trong quân, đóng ở Quảng Vũ. Binh sĩ ở Quan Trung lại ra theo rất đông.
Lúc bấy giờ Bành Việt cầm quân ở đất Lương, luôn qua lại làm quân Sở khổ cực, cắt đứt lương thực của quân Sở. Hạng Vũ mấy lần đánh bọn Bành Việt thì Tề Vương Hàn Tín lại tiến quân đánh Sở. Hạng Vũ không thể một mình chống lại ba phía, đành cùng Hán Vương giao ước chia khoảng giữa thiên hạ, cắt đất từ Hồng Câu về phía tây là của Hán; từ Hồng Câu về phía đông là của Sở. Hạng Vương trả lại cha và vợ Hán Vương. Sau đó hai bên trở về.

## Bỏ mình ở Ô Giang

### Trận Cai Hạ
Lúc đó đất đai trên toàn cõi Trung Hoa, 7 nước chư hầu cũ thì 6 nước đã về Hán. Lực lượng giữa Hán và Sở lúc đó đã rất chênh lệch. Hán Vương muốn đem quân về phía tây nhưng theo kế của Trần Bình và Trương Lương, liền bội ước tiến quân đuổi Hạng Vũ đến phía nam thành Dương Hạ. Hán Vương hẹn với Hàn Tín và Bành Việt cùng họp nhau để đánh Sở, nhưng khi quân Hán Vương đến Cố Lăng thì vẫn không gặp quân của Hàn Tín, Bành Việt. Quân Sở đánh quân Hán thua to. Lưu Bang lại vào thành cố thủ.
Lưu Bang dùng kế của Trương Lương, hứa phong đất cho Hàn Tín và Bành Việt nên hai người mang quân đến.
Trong khi đó tướng Hán là Lưu Giả vào đất Sở vây đất Thọ Xuân. Hán Vương sai sứ giả triệu tướng Sở mới hàng là Chu Ân, điều động quân ở Cửu Giang đi theo quân Lưu Giả, Anh Bố làm cỏ dân Thành Phủ.
Năm 202 TCN, Lưu Bang cùng quân của chư hầu đánh quân Sở thắng Hạng Vũ một trận quyết liệt ở Cai Hạ. Riêng cánh quân Tề của Hàn Tín đã có 30 vạn người, ngoài ra Khổng tướng quân ở cánh trái, Phí tướng quân ở cánh phải, Lưu Bang ở phía sau, Chu Bột, Sài Vũ ở sau lưng Lưu Bang. Toàn thể quân Hán có đến năm sáu chục vạn. Quân của Hạng Vũ chỉ vào khoảng 10 vạn, lực lượng rất chênh lệch. Tuy nhiên Hàn Tín cầm quân Tề đánh đầu tiên cũng không thắng nổi, phải rút lui. Khổng tướng quân và Phí Tướng quân đem quân đến giúp. Quân Hán quá đông nên quân Sở không thắng được. Hàn Tín nhân lúc ấy lại tiến lên đánh quân Sở đại bại ở Cai Hạ phải rút vào thành.

### Phá vây cùng 28 kỵ binh
Hạng Vương lên ngựa, tráng sĩ cưỡi ngựa ở dưới cờ chỉ còn hơn 800 người, đang đêm phá vỡ vòng vây xông ra phía nam, phi ngựa chạy. Đến tảng sáng, quân Hán mới biết, sai kỵ tướng là Quán Anh mang năm ngàn kỵ binh đuổi theo.
Hạng Vương vượt qua sông Hoài, quân kỵ theo kịp chỉ còn hơn trăm người.
Hạng Vương đến Âm Lăng lạc đường, hỏi một cụ già làm ruộng. Cụ già nói dối, bảo ông đi qua bên trái. Hạng Vương rẽ qua bên trái, sa vào trong đồng lầy, cho nên quân Hán đuổi kịp. Hạng Vương lại đem quân đi về phương đông, đến Đông Thành, bấy giờ chỉ còn 28 kỵ binh. Kỵ binh Hán đuổi theo mấy ngàn.
Hạng Vương tự liệu chẳng thoát được, bảo các kỵ binh:
Ta từ khi dấy binh đến nay đã tám năm trời, mình trải qua hơn bảy mươi trận, ai chống cự thì bị đánh bại, đánh đâu thì họ phải chịu phục, chưa từng thua chạy bao giờ. Rốt cục làm bá thiên hạ. Thế mà nay phải chịu khốn khổ ở đây, đó là trời hại ta, chứ không phải tội ta đánh không giỏi. Ngày nay thế nào cũng chết, ta nguyện vì các ngươi quyết chiến, nhất định phải thắng ba lần, vì các ngươi, phá vòng vây, chém tướng, chặt cờ, để các ngươi biết rằng đấy là trời hại ta chứ không phải lỗi tại ta đánh không giỏi.
Hạng Vương bèn chia kỵ binh ra bốn đội, quay về bốn phía. Quân Hán vây Hạng Vương mấy vòng. Hạng Vương nói với các kỵ binh:
Ta vì các ngươi giết tên tướng kia!
Hạng Vương sai phi ngựa xuống cả bốn mặt, hẹn xông qua phía đông núi rồi tập hợp làm ba nơi. Hạng Vương phi ngựa xuống, quân Hán đều giạt ra một bên, Hạng Vương chém một viên tướng Hán. Tướng Hán là Xích Tuyền hầu đuổi theo. Hạng Vương trợn mắt quát, Xích Tuyền hầu người ngựa đều hoảng kinh, chạy lui đến mấy dặm.
Hạng Vương cùng quân kỵ tập hợp lại làm ba nơi khác nhau, quân Hán không biết Hạng Vương ở đâu, bèn chia quân làm ba và vây lại lần thứ hai. Hạng Vương bèn phi ngựa chém một viên đô uý, giết mấy trăm người, rồi hợp các kỵ binh lại thì chỉ mất hai kỵ binh mà thôi. Hạng Vương giết tướng Hán xong thì quay lại hỏi quân kỵ:
Thế nào?
Quân sĩ thấy Hạng Vương làm đúng như lời ông đã nói, hết sức khâm phục, cùng quỳ xuống thưa:
Quả đúng như lời Đại Vương!

### Không về Giang Đông
Hạng Vương đi sang phía đông. Người ngựa chạy đến bờ sông Dương Tử, Ô Giang đình thì cùng đường. Có người đình trưởng Ô Giang cắm thuyền đợi, bảo Hạng Vương:
Giang Đông tuy nhỏ, nhưng đất hàng ngàn dặm, dân vài mươi vạn, cũng đủ làm vương. Xin đại vương mau mau vượt sông. Nay chỉ một mình thần có thuyền, quân Hán đến không có cách gì vượt qua.
Hạng Vương cười nói:
Trời hại ta, ta vượt qua sông làm gì! Vả chăng Tịch này cùng tám ngàn con em Giang Đông vượt Trường Giang đi về hướng tây, nay không còn lấy một người trở về! Dù cho các bậc cha anh ở Giang Đông thương ta, cho ta làm vương, ta cũng còn mặt mũi nào mà thấy họ nữa. Dù họ không nói, Tịch này há chẳng thẹn trong lòng sao?
Rồi ông bảo người đình trưởng:
Ta biết ông là bậc trưởng giả, ta cưỡi con ngựa này, năm năm nay đi đến đâu cũng vô địch, thường một ngày đi ngàn dặm, ta không nỡ giết, xin biếu ông.
Quân Hán đến, Hạng Vương sai kỵ binh đều xuống ngựa đi bộ, cầm khí giới ngắn để tiếp chiến. Một mình Hạng Vũ giết mấy trăm quân, thân bị hơn 10 vết thương. Ông quay lại thấy kỵ binh tư mã của Hán là Lã Mã Đồng vốn là tướng cũ của mình, bèn bảo Đồng:
Nghe nói Lưu Bang treo thưởng ngàn vàng, phong ấp vạn hộ mua đầu ta. Ta ban cho ngươi một ân huệ.
Nói rồi, Hạng Vương tự đâm cổ chết. Năm đó ông 31 tuổi, ở ngôi Tây Sở Bá Vương được 5 năm (206 - 202 TCN).
Các tướng sĩ Hán kéo tới giày xéo lên nhau giành xác ông để lĩnh thưởng, giết nhau mấy mươi người. Cuối cùng có năm người, trong đó có Lã Mã Đồng, mang về được 5 mảnh xác dâng Lưu Bang, họp nhau chắp lại xác thì thấy ăn khớp. Lưu Bang phong cho cả năm người tước hầu.

### Giả thuyết về cái chết
Các sử gia Trung Quốc từng bàn luận sôi nổi về cái chết của Tây Sở Bá Vương Hạng Vũ. Khi đó, có ba luồng ý kiến chính.
Quan điểm đầu tiên dựa trên những gì chép lại trong cuốn Sử ký của sử gia Tư Mã Thiên thời Hán. Theo đó, Hạng Vũ vì không còn mặt mũi nào gặp phụ mẫu ở Giang Đông, nên thà chết chứ không chịu qua sông. Hạng Vũ cũng không có lý do để sống khi Ngu Cơ, người vợ yêu của mình đã tự sát. Vậy nên khi thấy mình bị bao vây, ông cảm thấy thẹn với lòng mình, thẹn với phụ mẫu và Ngu Cơ rồi rút kiếm tự sát.
Quan điểm thứ hai cho rằng, Hạng Vũ chọn cái chết vì muôn dân bách tính. Chỉ Hạng Vũ chết, Trung Hoa mới chấm dứt được nạn máu chảy đầu rơi, vốn kéo dài suốt gần 10 năm kể từ khi Tần Thủy Hoàng qua đời. Hạng Vũ từng nói thẳng với Lưu Bang: "Thiên hạ náo loạn đã nhiều năm, cũng vì hai người chúng ta. Nay bổn vương muốn đơn phương độc mã khiêu chiến với Hán Vương, hai ta sống mái một phen, đừng để thiên hạ tiếp tục chịu khổ". Rất có thể trong giờ phút quyết định, Hạng Vũ nghĩ đến cảnh dân chúng chịu cảnh lầm than vì mình, nên đã tự sát. Tuy nhiên giả thiết mâu thuẫn với tính cách bạo ngược, không chịu nghe ai của Hạng Vũ.
Cuối cùng, giả thuyết thứ ba cho rằng, Hạng Vũ không có cơ hội vượt sông Dương Tử. Theo đó, Hạng Vũ có thể đã bị "quân Hán vây hãm và tàn sát mà chết" ở Đông Thành. Sau khi trở tay không kịp trước đòn tấn công của Lưu Bang và các nước chư hầu, Hạng Vũ mang theo 800 kỵ binh mở đường máu, phá vòng vây định chạy về hướng Giang Đông. Nếu thành công, Hạng Vũ vẫn có thể tiếp tục gây dựng lực lượng, chờ cơ hội báo thù. Tuy nhiên, Hạng Vũ có thể chỉ chạy được tới Đông Thành thì bị quân Hán bao vây. Trong cuộc hỗn chiến cuối cùng, Hạng Vũ dù sức lực hơn người song vẫn bị Quán Anh – một tướng Nhà Hán giết chết. Giả thuyết này nghe có vẻ hợp lý nhưng lại đi ngược với nội dung trong cuốn Sử ký của Tư Mã Thiên.
Đó là lý do người đời sau đa số đều tin vào ghi chép của Tư Mã Thiên, người đã tổng hợp lại tác tài liệu lịch sử sau khi Hạng Vũ chết được khoảng 100 năm.

### Táng Lỗ công
Hạng Vương chết rồi, đất Sở đều hàng Hán, riêng nước Lỗ theo Sở không chịu hàng. Hán Vương Lưu Bang bèn sai mang đầu Hạng Vương đến cho dân Lỗ xem, nước Lỗ bèn đầu hàng.
Trước kia Sở Hoài Vương phong Hạng Vũ làm Lỗ Công, đến khi ông chết, nước Lỗ đầu hàng cuối cùng cho nên Lưu Bang hạ lệnh chôn cất Hạng Vương ở Cốc Thành theo lễ Lỗ Công. Hán Vương đến cử ai và khóc.
Dòng họ Hạng Vương đều không bị Hán Vương giết. Hán Vương phong Hạng Bá làm Xạ dương hầu. Những người họ Hạng khác là Đào hầu Hạng Hãn, Bình Cao hầu Hạng Đà, Huyền Vũ hầu đều đổi họ làm họ Lưu.

## Hạng Vũ trong thi ca

### Trung Quốc

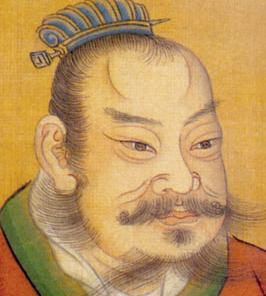
Tranh thời nhà Thanh vẽ Hạng Vũ

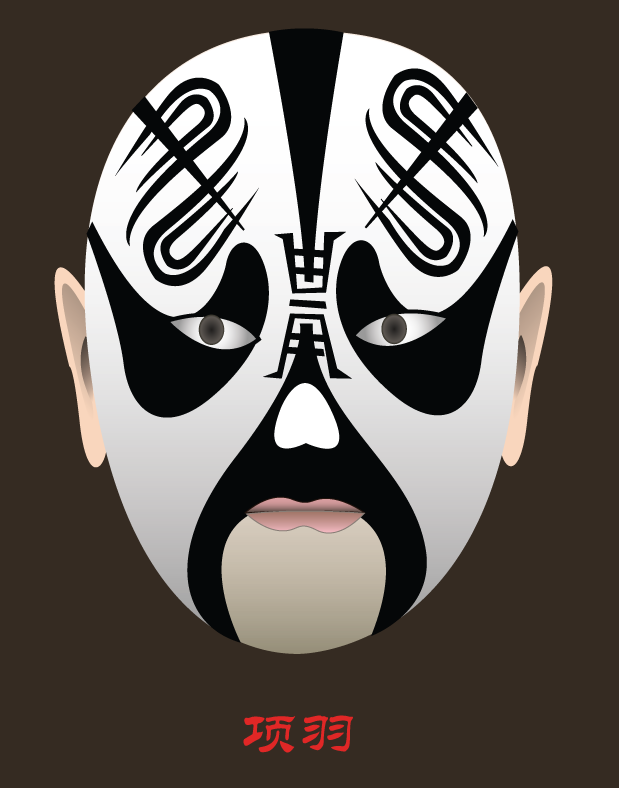
Mặt nạ hình Hạng Vũ trong Kinh kịch

Dù cuối cùng thất bại trong cuộc chiến Hán Sở tranh hùng, Hạng Vũ vẫn được các thi sĩ đời sau nhắc tới nhiều hơn so với Lưu Bang. Thơ ca của người đời sau viết về ông không thiếu lời ca ngợi, sự khâm phục và nuối tiếc cho thất bại của một vị anh hùng cái thế.
Nhà thơ Đỗ Mục đời nhà Đường có bài Đề Ô Giang đình như sau:
Thắng bại binh gia sự bất kỳ
Bao tu nhẫn sỉ thị nam nhi
Giang Đông đệ tử đa tài tuấn
Quyển thổ trùng lai vị khả tri!
Dịch:
Thắng bại nhà binh chuyện bất kỳ
Nén lòng hổ nhục mới nam nhi
Đệ tử Giang Đông nhiều người giỏi
Cuốn đất quay về cũng có khi!
Thừa tướng nhà Tống là Vương An Thạch cũng có một bài Đề Ô Giang đình như sau:
Bách chiến bì lao tráng sĩ ai
Trung nguyên nhất bại thế nan hồi
Giang Đông đệ tử kim do tại
Khẳng bị quân vương quyển thổ lai!
Dịch:
Trăm trận mệt nhọc tướng rã rời
Đại bại trung nguyên khó vãn hồi
Đệ tử Giang Đông nay còn đó
Sẽ vì quân vương quật khởi thôi!
Nữ thi sĩ đời nhà Tống là Lý Thanh Chiếu có bài từ Ô Giang được truyền tụng rộng rãi:
Sinh đương tác nhân kiệt
Tử diệc vi quỷ hùng
Chí kim tư Hạng Vũ
Bất khẳng quá Giang Đông!
Dịch:
Sống làm người anh kiệt
Chết cũng ma anh hùng
Xưa nay nhớ Hạng Vũ
Chẳng chịu về Giang Đông!
Vương Đàn thời nhà Thanh viếng Hạng Vũ một bài thơ như sau:
Tần nhân thiên hạ, Sở nhân cung
Uổng bả đầu lô tặng Mã Đồng
Thiên ý hà tằng đản Lưu Quý
Đại Vương thất kế luyến Giang Đông
Tảo thôi Hàm Cốc xưng Tây Đế
Hà tất Hồng Môn sát Bái Công
Đồ túng Hàm Dương tam nguyệt hoả
Nhượng tha Lâu Kính thuyết Quan Trung
Dịch:
Đất của Nhà Tần, cung của ông
Uổng lấy đầu lâu tặng Mã Đồng
Ý trời đâu có thương Lưu Quý
Đại Vương thất sách mến Giang Đông
Sớm phá Hàm Quan xưng Tây Đế
Cần chi Hồng Yến giết Bái Công
Thiêu cháy Hàm Dương ba tháng trọn
Để cho Lâu Kính thuyết Quan Trung

### Việt Nam
Vua Lê Thánh Tông viết:
Học thông muôn địch dám ai dè,
Nền Bá Vương xưa vẫn nhắm nhe.
Mười một phen khua Tần lạnh gáy,
Bảy mươi trận đã Hán tanh mè.
Chẳng dùng Á phụ, tôi xương rắn,
Nên phải Trần Bình, chước éo le.
Chí sĩ nay dầu bàn bạc tới,
Khá hồn, khá tiếc, khá mè he.

## Ảnh hưởng văn hóa
Tước hiệu tự phong Sở Bá Vương hay Bá Vương của Hạng Vũ đã trở thành tên gọi riêng cho ông. Nhân vật Tôn Sách ở Đông Ngô thời Tam Quốc là một nhân vật anh dũng dị thường, và được gọi là "Tiểu Bá Vương", trong Thủy hử truyện của Thi Nại Am có nhân vật Chu Thông ở Đào Hoa sơn cũng có biệt danh "Tiểu Bá Vương".
Thời kỳ loạn An Sử, có nhân vật Khang Sở Nguyên tự xưng mình làm Nam Sở Bá Vương.
Hạng Vũ cũng là chủ đề của nhiều tác phẩm văn hóa tại Trung Quốc, như vở Kinh kịch nổi tiếng Bá Vương biệt cơ được xây dựng trên hình ảnh Hạng Vũ và mối tình của ông với Ngu cơ.

## Trong văn hóa điện ảnh
Cuộc đời và sự nghiệp của Hạng Vũ là nội dung cho không ít kịch bản của các bộ phim điện ảnh và truyền hình nổi tiếng, trong đó hình tượng của ông được chuyển thể qua bộ phim sau :

#### Phim điện ảnh
- Tây Sở Bá Vương - The Great Conqueror's Concubine (1994): do Lữ Lương Vĩ thủ vai.
- Huyết yến- The Last Supper (2012): do Ngô Ngạn Tổ thủ vai.

#### Phim truyền hình
- Hán Sở tranh hùng (1985): phim bộ của TVB, do Thạch Tu thủ vai.
- Hán Sở phong vân  (2003): do Hồ Quân thủ vai.
- Hán Sở kiêu hùng (2005): do Giang Hoa thủ vai.
- Thần Thoại (2010): xuất hiện với vai trò là nhân vật phụ do Đàm Khải thủ vai.
- Hồng Môn Yến (2011): do Phùng Thiệu Phong thủ vai.[19]
- Hán Sở tranh hùng (2012): do Hà Nhuận Đông thủ vai.
- Tần thời Minh Nguyệt (2014): do Tần Tuấn Kiệt thủ vai.

## Nhận định
Trong Sử ký, Tư Mã Thiên không giấu sự thán phục đối với Hạng Vũ - người đối địch với vị vua khai lập (Lưu Bang) ra vương triều mà ông phục vụ (Nhà Hán). Khi chép truyện Hạng Vũ, Tư Mã Thiên đặt tên là "Hạng Vũ bản kỷ", có nghĩa đặt ngang Hạng Vũ với các hoàng đế Tần Thủy Hoàng, Lưu Bang chứ không hạ Hạng Vũ xuống ngang với các chư hầu như Câu Tiễn hay Trần Thắng (chỉ gọi là "thế gia"). Đồng thời, ông cũng chỉ ra nguyên nhân thất bại của Hạng Vũ:
| “ | ...Sao mà nổi lên nhanh chóng như vậy! Nhà Tần làm hỏng mất chính sự. Trần Thiệp đầu tiên khởi nghĩa, hào kiệt nổi lên như ong, tranh giành nhau không thể kể xiết. Hạng Vũ trong tay không có quyền binh gì, thừa thế nổi lên nơi thảo dã, trong ba năm liền đem năm nước chư hầu để tiêu diệt Tần, phân chia thiên hạ, phong các vương hầu, ban ra chính lệnh và tự xưng là Bá Vương, địa vị tuy không trọn vẹn nhưng từ tận cổ đến nay, chưa hề có người nào được như thế. Đến khi Vũ bỏ Quan Trung, nhớ đất Sở, đuổi Nghĩa Đế để tự lập, thế mà lại trách các vương hầu phản mình thì thực cũng khó vậy. Tự khoe khoang công trạng, chỉ dùng cái trí của mình mà không chịu bắt chước người xưa, nói rằng có thể lấy võ lực dẹp yên thiên hạ, dựng nghiệp Bá Vương. Nhưng chỉ được năm năm thì mất nước, thân chết ở Đông Thành, thế mà còn chẳng tỉnh ngộ, không tự trách mình, thật là có lỗi. Lại còn có câu: "Trời hại ta chứ không phải ta đánh không giỏi", há chẳng lầm sao! | ” |

## Thành ngữ
- Vạn nhân địch, thành ngữ thường dùng để miêu tả về nhân vật này.
- Dìm thuyền đập nồi, thành ngữ xuất hiện từ mệnh lệnh đập nồi nấu cơm và dìm thuyền sau khi đã qua sông đi cứu Triệu của Hạng Vũ. Câu này nói lên ý định quyết tâm tiến về phía trước để tử chiến chứ không chịu lùi lại phía sau. Vận dụng rộng hơn, "tình cảnh dìm thuyền đập nồi" là tình cảnh chỉ còn cách tiến chứ không còn đường lui.